# Ungmennafélagið Víkingur
L'Ungmennafélagið Víkingur est un club islandais de football basé à Ólafsvík.

## Historique
- 1928 : fondation du club
- 2012 : promotion en 1re division

## Palmarès
- Championnat d'Islande de deuxième division
  - Champion : 2015

- Championnat d'Islande de troisième division
  - Champion : 1974, 2010

- Championnat d'Islande de quatrième division
  - Champion : 2003